# Alexia Fast
Alexia Fast (Vancouver, 12 settembre 1992) è un'attrice canadese.
Professionalmente in attività sin da quando era un'adolescente, tra cinema e televisione, ha partecipato ad oltre una trentina di differenti produzioni
Tra i suoi ruoli più noti, figurano quello di Sarah Shay nel film TV Past Tense (2006), quello di Julie nel film Helen (2009), quello di Charlotte Halsted nel film Repeaters (2010), quello di Sandy nel film Jack Reacher - La prova decisiva (2012), quello di Callie Winter nella serie televisiva Manhattan (2014-2015).

## Filmografia parziale

### Cinema
- Fido, regia di Andrew Currie (2006)
- Swimming Lessons - cortometraggio (2006)
- Masters of Horror: Il gusto della paura, regia di Tom Holland (2007)
- Helen (2009)
- Hungry Hills (2009)
- Repeaters (2010)
- Triple Dog (2010)
- Last Kind Words (2012)
- Blackbird (2012)
- Jack Reacher - La prova decisiva, regia di Christopher McQuarrie (2012)
- Grace - Posseduta (2014)
- The Captive - Scomparsa (The Captive), regia di Atom Egoyan (2014)

### Televisione
- Innamorarsi a Natale - film TV (2005)
- Past Tense - film TV (2006)
- Tempesta di fuoco - film TV (2006)
- Supernatural - serie TV, 1 episodio (2006)
- 4400 - serie TV (2006-2007)
- Ritorno al mondo di Oz - miniserie TV
- Kaya - serie TV, 10 episodi (2007)
- Left Coast - film TV (2008)
- Gym Teacher: The Movie - film TV (2008)
- Flashpoint - serie TV, 1 episodio (2009)
- Fakers - film TV (2010)
- The 19th Wife - film TV (2010)
- The Cult - film TV (2010)
- Supernatural - serie TV, 2 episodi (2010, 2012)
- The Secret Circle - serie TV (2012)
- Midnight Sun - film TV (2012)
- Red Widow - serie TV, 2 episodi (2013)
- Motive - serie TV, 1 episodio (2014)
- Manhattan – serie TV, 15 episodi (2014-2015)

## Doppiatrici italiane
Nelle versioni in italiano delle opere in cui ha recitato, Alexia Fast è stata doppiata da:
- Rossa Caputo in Jack Reacher - La prova decisiva
- Valentina Pallavicino in The Captive - Scomparsa
- Elisa Angeli in Manhattan
- Joy Saltarelli in Motive

## Premi e riconoscimenti
- 2007: Leo Award come miglior performance femminile in un film drammatico per il ruolo di Sarah Shay in Past Tense[2]
- 2009: Nomination al Leo Award come miglior performance femminile in un film drammatico per il ruolo di Julie in Helen[2]
- 2011: Nomination al Leo Award come miglior attrice non protagonista in un film drammatico per il ruolo di Charlotte Halsted in Repeaters[2]